# Sèsids
Els sèsids (Sesiidae) és una família de lepidòpters ditrisis de la superfamília dels sesioïdeus (Sesioidea). S'han identificat un total de 154 gèneres i unes 1395 espècies, la major part de les quals són tropicals. Els adults volen durant el dia; a més mimetitzen himenòpters. Les erugues són minadores de troncs i tiges i algunes espècies s'alimenten d'arrels. No s'han de confondre amb el gènere Hemaris, de la família Sphingidae.

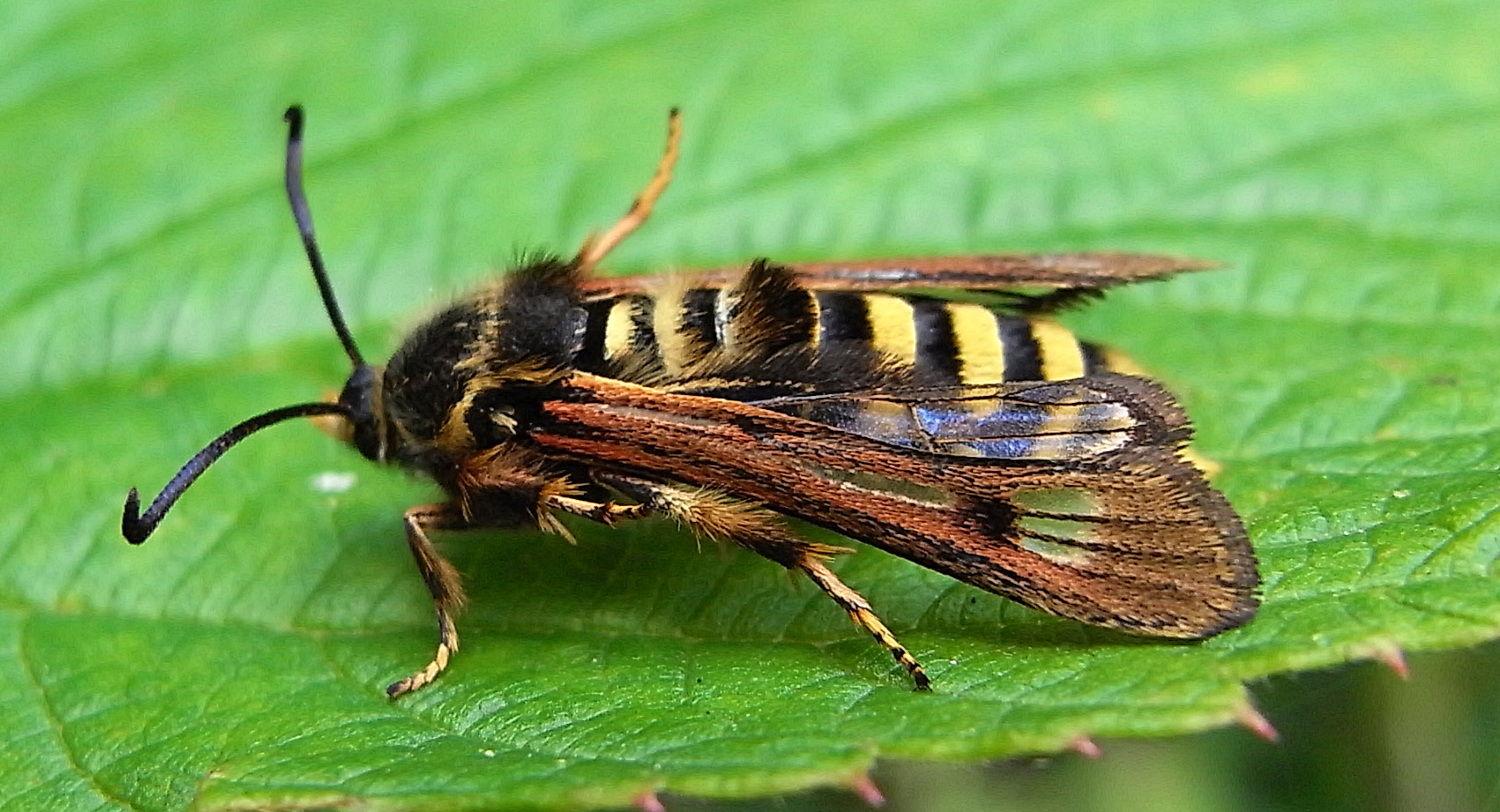
Pennisetia hylaeiformis

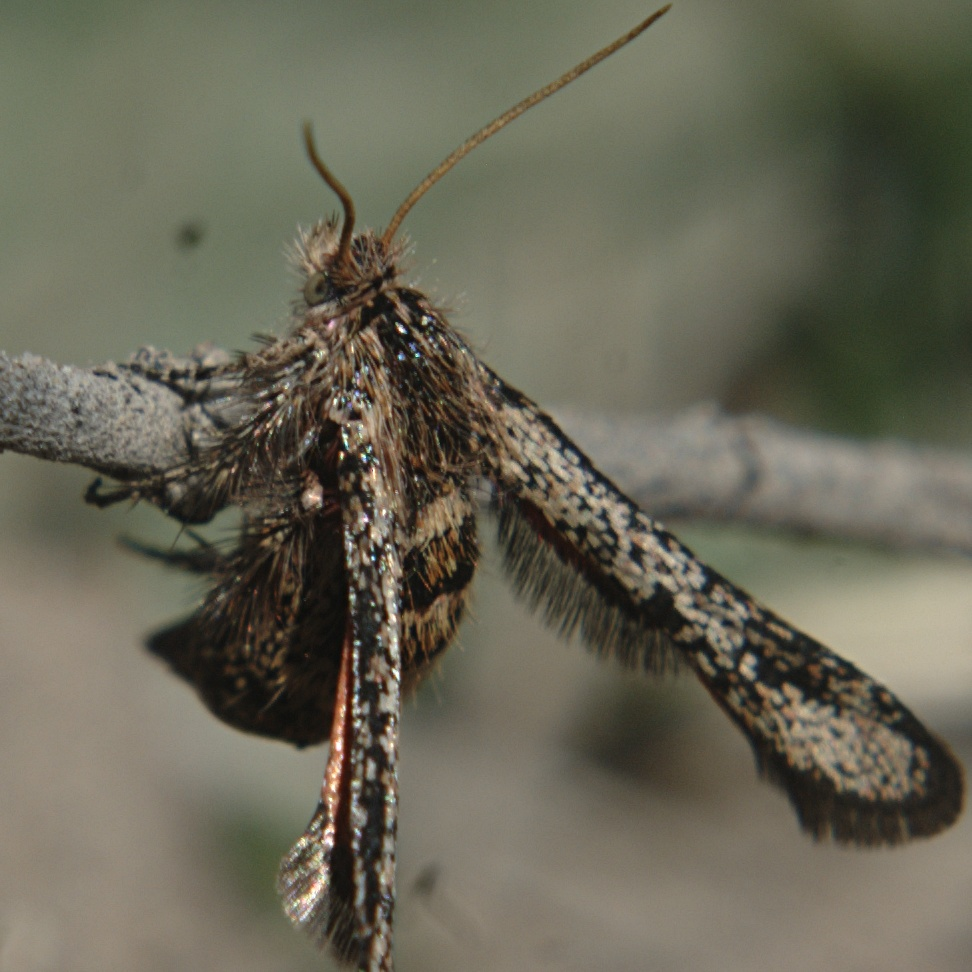
Zenodoxus canescens

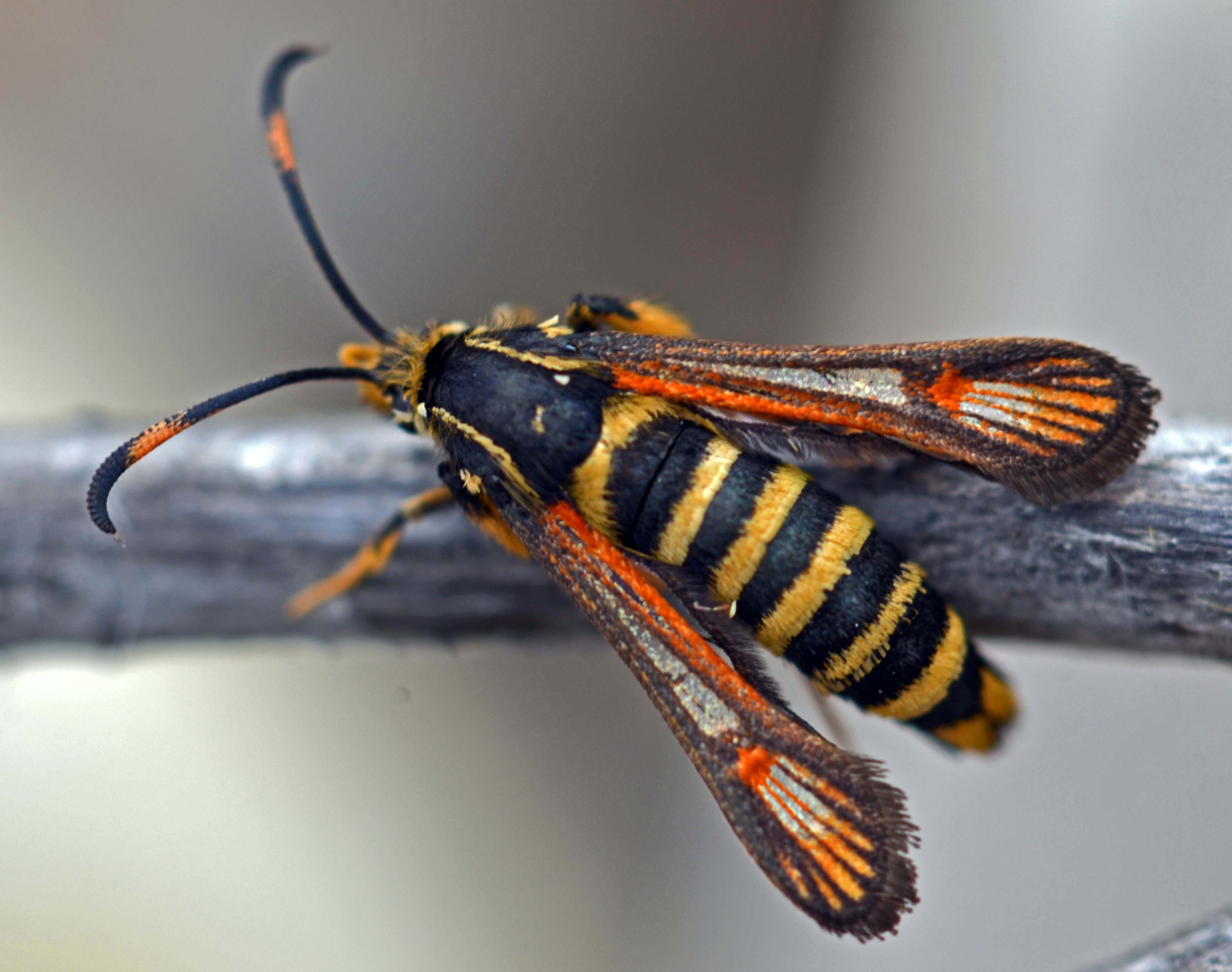
Bembecia Ichneumoniformis

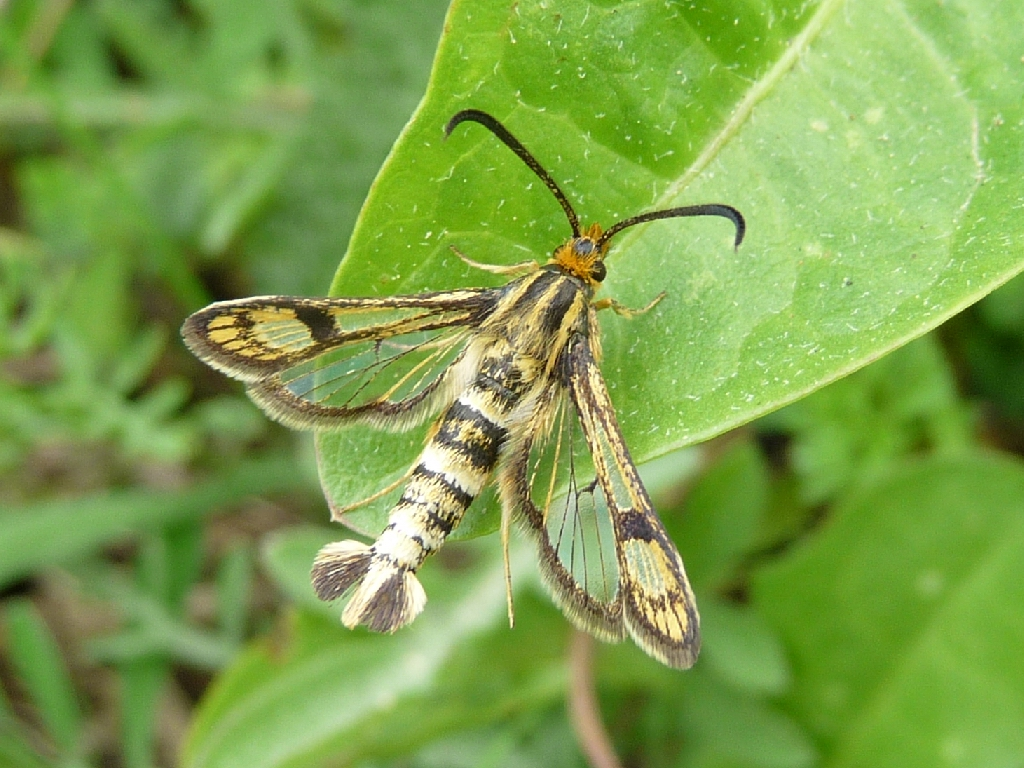
Chamaesphecia empiformis

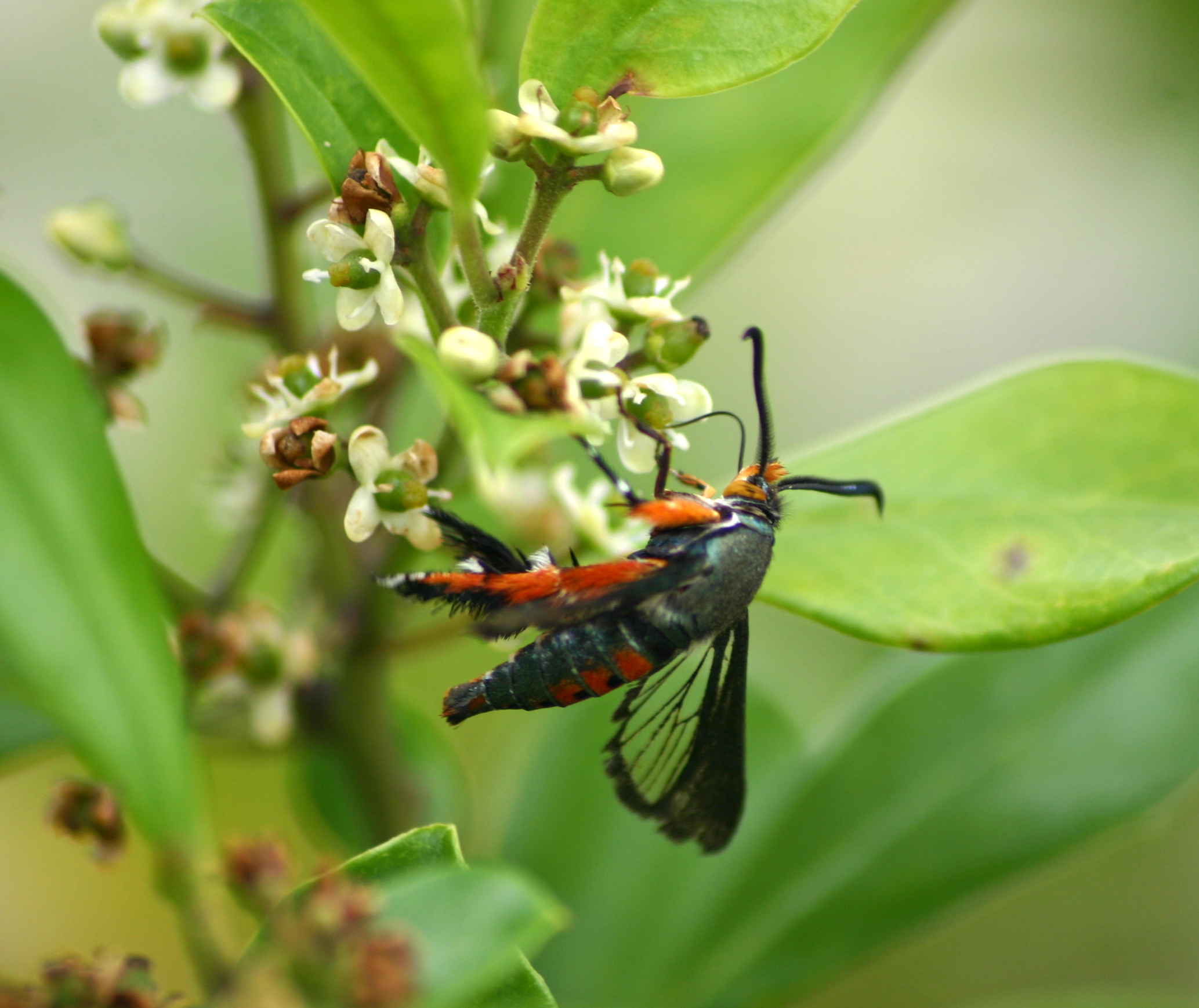
Melittia cucurbitae

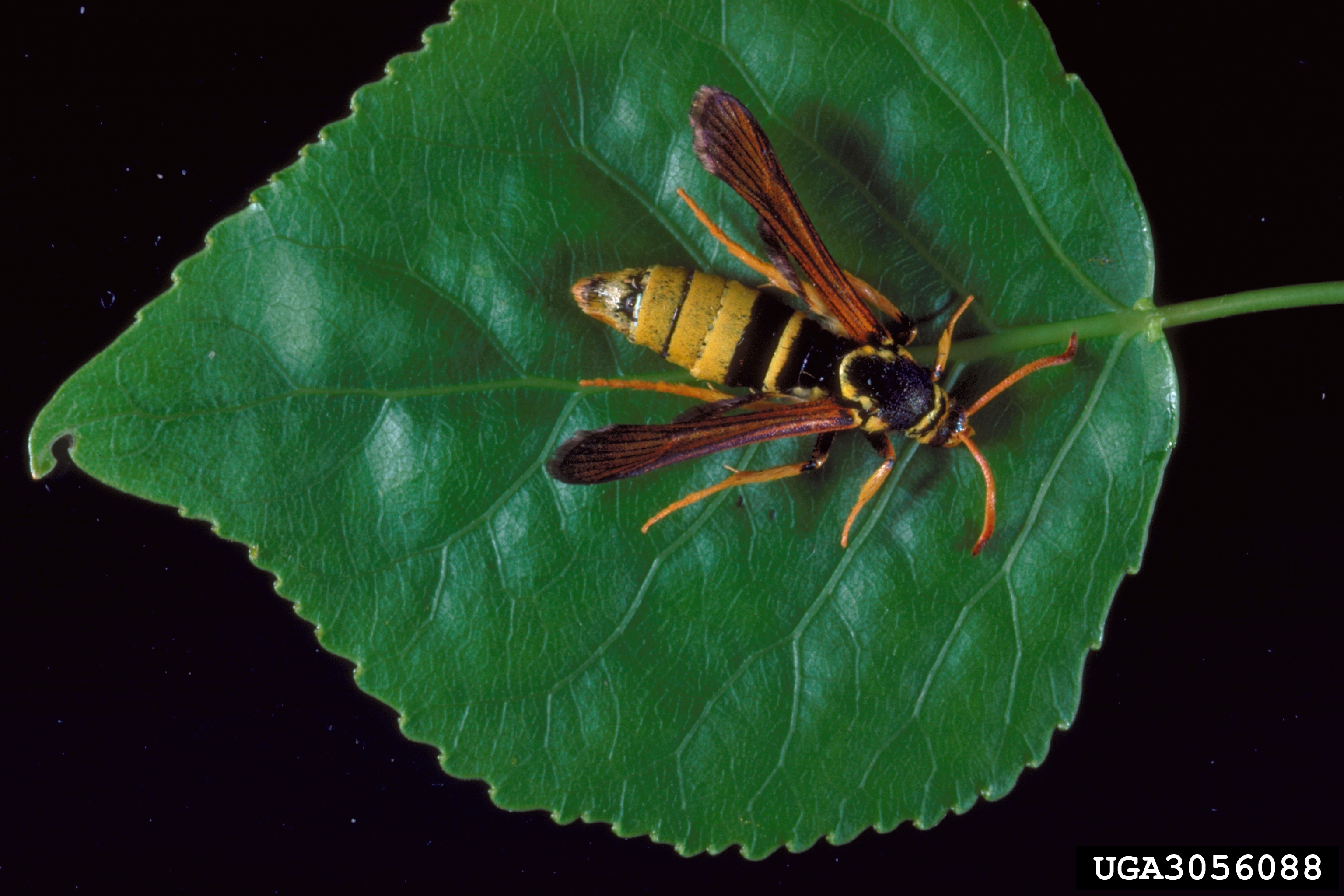
Paranthrene robiniae

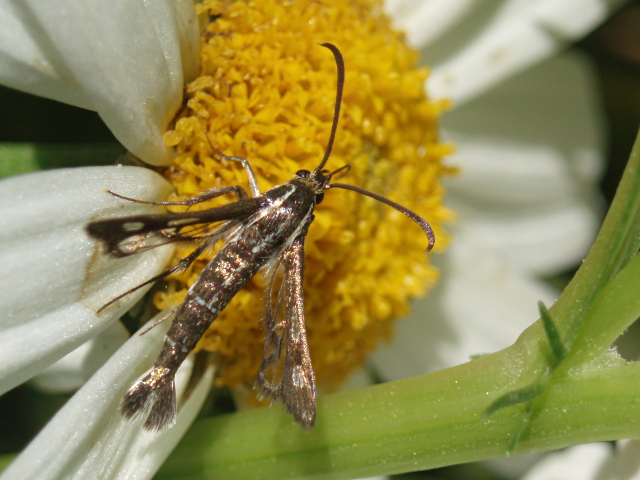
Pyropteron muscaeformis

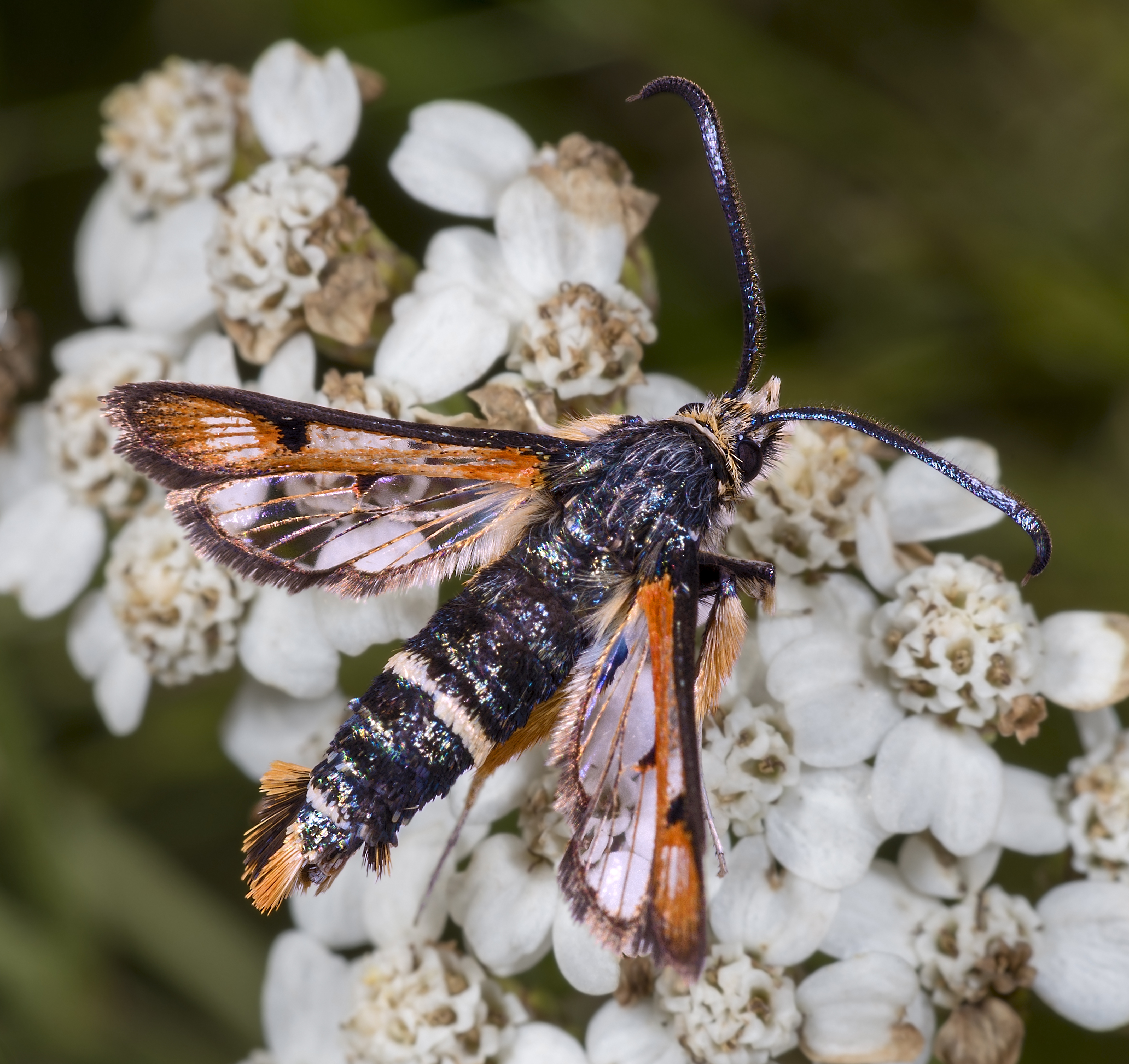
Pyropteron chrysidiforme

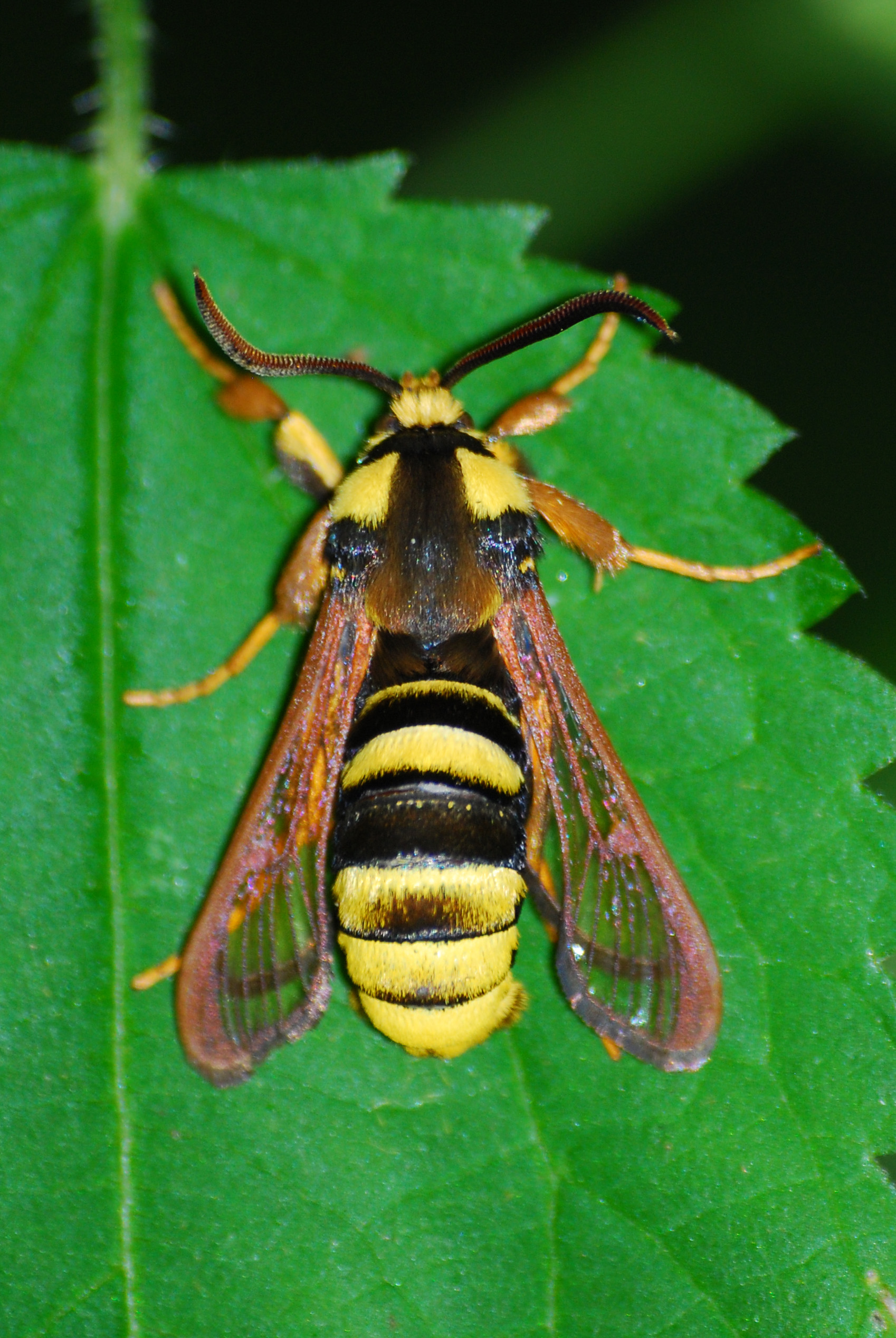
Sesia apiformis

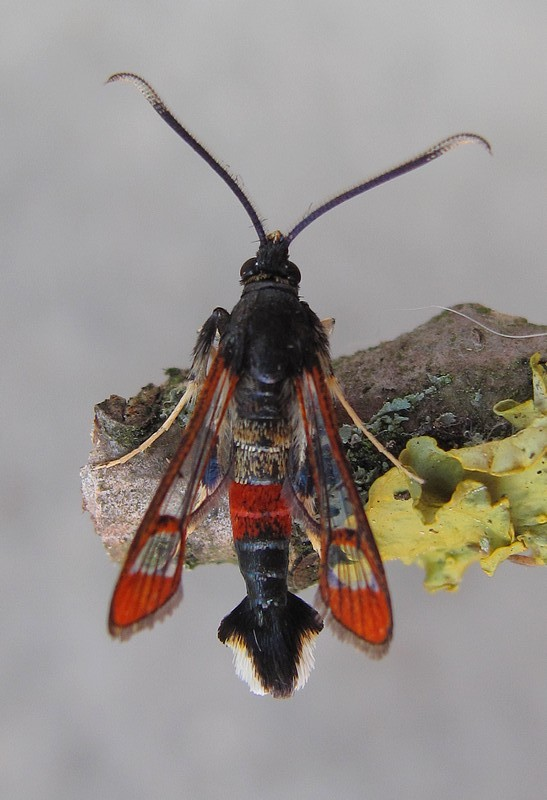
Synanthedon formicaeformis

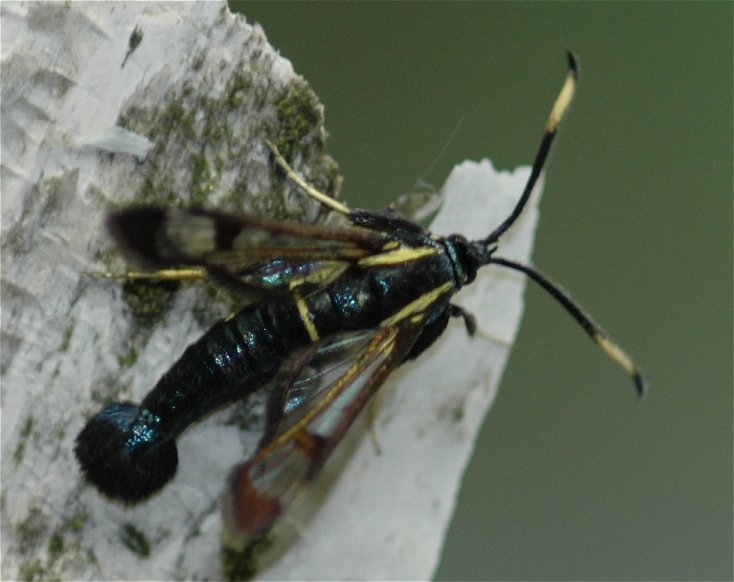
Synanthedon spheciformis

## Taxonomia

### SubfamíliaTinthiinae

#### TribuTinthiini
- Microsphecia Bartel, 1912
- Tinthia Walker, 1865
- Sophona Walker, 1856
- Zenodoxus Grote & Robinson, 1868
- Conopsia Strand, [1913]
- Paranthrenopsis Le Cerf, 1911
- Entrichella Bryk, 1947
- Negotinthia Gorbunov, 2001
- Trichocerota Hampson, [1893]
- Paradoxecia Hampson, 1919
- Rectala Bryk, 1947
- Ceratocorema Hampson, [1893]
- Caudicornia Bryk, 1947
- Bidentotinthia Arita & Gorbunov, 2003
- Tarsotinthia Arita & Gorbunov, 2003
- Tyrictaca Walker, 1862

#### TribuPennisetiini
- Pennisetia Dehne, 1850
- Corematosetia Kallies & Arita, 2001

#### TribuParaglosseciini
- Oligophlebia Hampson, [1893]
- Isothamnis Meyrick, 1935
- Cyanophlebia Arita & Gorbunov, 2001
- Lophocnema Turner, 1917
- Diapyra Turner, 1917
- Micrecia Hampson, 1919

#### TribuSimilipepsini
- Similipepsis Le Cerf, 1911
- Gasterostena Arita & Gorbunov, 2003

### SubfamíliaSesiinae

#### TribuSesiini
- Sesia Fabricius, 1775
- Trilochana Moore, 1879
- Cyanosesia Gorbunov & Arita, 1995
- Sphecosesia Hampson, 1910
- Teinotarsina Felder, 1874
- Lenyra Walker, 1856
- Aegerosphecia Le Cerf, 1916
- Lamellisphecia Kallies & Arita, 2004
- Clavigera Kallies & Arita, 2004
- Eusphecia Le Cerf, 1937
- Scasiba Matsumura, 1931
- Callisphecia Le Cerf, 1916
- Madasphecia Viette, 1982
- Melittosesia Bartsch, 2009
- Barbasphecia Pühringer & Sáfián 2011
- Afrokona Fischer, 2006
- Hovaesia Le Cerf, 1957
- Lenyrhova Le Cerf, 1957

#### TribuCissuvorini
- Toleria Walker, [1865]
- Chimaerosphecia Strand, [1916]
- Glossosphecia Hampson, 1919
- Cissuvora Engelhardt, 1946
- Dasysphecia Hampson, 1919

#### TribuOsminiini
- Osminia Le Cerf, 1917
- Chamanthedon Le Cerf, 1916
- Microsynanthedon Viette, [1955]
- Calasesia Beutenmüller, 1899
- Aenigmina Le Cerf, 1912
- Cabomina de Freina, 2008
- Pyranthrene Hampson, 1919
- Homogyna Le Cerf, 1911
- Aschistophleps Hampson [1893]
- Pyrophleps Arita & Gorbunov, 2000
- Heterosphecia Le Cerf, 1916
- Melanosphecia Le Cerf, 1916
- Akaisphecia Gorbunov & Arita, 1995
- Callithia Le Cerf, 1916

#### TribuMelittiini
- Melittia Hübner, [1819]
- Desmopoda Felder, 1874
- Agriomelissa Meyrick, 1931
- Afromelittia Gorbunov & Arita, 1997
- Cephalomelittia Gorbunov & Arita, 1995
- Macroscelesia Hampson, 1919

#### TribuParanthrenini
- Nokona Matsumura 1931
- Taikona Arita & Gorbunov, 2001
- Scoliokona Kallies & Arita, 1998
- Rubukona Fischer, 2007
- Adixoa Hampson, [1893]
- Pramila Moore, 1879
- Vitacea Engelhardt, 1946
- Phlogothauma Butler, 1882
- Paranthrene Hübner, [1819]
- Pseudosesia Felder, 1861
- Albuna Edwards, 1881
- Euhagena Edwards, 1881
- Sincara Walker, 1856
- Tirista Walker, [1865]
- Thyranthrene Hampson, 1919
- Sura Walker, 1856

#### TribuSynanthedonini
- Synanthedon Hübner, [1819]
- Ravitria Gorbunov & Arita, 2000
- Kantipuria Gorbunov & Arita, 1999
- Kemneriella Bryk, 1947
- Ichneumenoptera Hampson, [1893]
- Paranthrenella Strand, [1916]
- Anthedonella Gorbunov & Arita, 1999
- Schimia Gorbunov & Arita, 1999
- Uncothedon Gorbunov & Arita, 1999
- Palmia Beutenmüller, 1896
- Podosesia Möschler, 1879
- Sannina Walker, 1856
- Nyctaegeria Le Cerf, 1914
- Carmenta Edwards, 1881
- Penstemonia Engelhardt, 1946
- Camaegeria Strand, 1914
- Malgassesia Le Cerf, 1922
- Lophoceps Hampson, 1919
- Tipulamima Holland, 1893
- Rodolphia Le Cerf, 1911
- Alcathoe Edwards, 1882
- Pseudalcathoe Le Cerf, 1916
- Macrotarsipus Hampson, [1893]
- Grypopalpia Hampson, 1919
- Hymenoclea Engelhardt, 1946
- Euryphrissa Butler, 1874
- Leptaegeria Le Cerf, 1916
- Aegerina Le Cerf, 1917
- Stenosphecia Le Cerf, 1917
- Bembecia Hübner, [1819]
- Pyropteron Newman, 1832
- Dipchasphecia Capuse, 1973
- Chamaesphecia Spuler, 1910
- Weismanniola Naumann, 1971
- Ichneumonella Gorbunov & Arita, 2005
- Crinipus Hampson, 1896

#### Gèneres sense cap tribu assignada
- Alonina Walker, 1856
- Anaudia Wallengren, 1863
- Augangela Meyrick, 1932
- Austrosetia Felder, 1874
- Ceritrypetes Bradley, 1956
- Conopyga Felder, 1861
- Echidgnathia Hampson, 1919
- Episannina Aurivillius, 1905
- Erismatica Meyrick, 1933
- Gymnosophistis Meyrick, 1934
- Hymenosphecia Le Cerf, 1917
- Isocylindra Meyrick, 1930
- Lepidopoda Hampson, 1900
- Leuthneria Dalla Torre, 1925
- Megalosphecia Le Cerf, 1916
- Melisophista Meyrick, 1927
- Metasphecia Le Cerf, 1917
- Mimocrypta Naumann, 1971
- Monopetalotaxis Wallengren, 1859
- Pedalonina Gaede, 1929
- Proaegeria Le Cerf, 1916
- Pseudomelittia Le Cerf, 1917
- Tradescanticola Hampson, 1919
- Uranothyris Meyrick, 1933
- Vespanthedon Le Cerf, 1917
- Xenoses Durrant, 1924
- Zhuosesia Yang, 1977